# Józef Kropiwnicki
Józef Kropiwnicki (ur. 1824 w Szamarzewie, zm. 13 lipca 1906 we Lwowie) – polski nauczyciel.

## Życiorys
Urodził się w 1824 w majątku rodzinnym w Szamarzewie. W 1848 uczestniczył w powstaniu wielkopolskim, walczył w bitwach pod Książem, Miłosławiem, pod Wrześnią. Był osadzony w więzieniu pruskim. Na emigracji (Francja, Anglia) pracował jako guwerner i tłumacz w domach arystokratycznych. Był nauczycielem prywatnym dzieci hr. Jana Zamoyskiego w Auteil. W Paryżu był autorem wydanej w 1863 broszury pt. Opowiadanie ułana z pod Książa. Pamiętnik z roku 1848 (pod takim pseudonimem pisywał).
W 1863 brał udział w powstaniu styczniowym, walczył w bitwie pod Panasówką.
Po powrocie na ziemie polskie pracował jako nauczyciel języków obcych w gimnazjach we Lwowie (uczył języka angielskiego i języka francuskiego w IV Gimnazjum od 1882), a także na Uniwersytecie Lwowskim i na Politechnice Lwowskiej (na uczelniach był nauczycielem języka angielskiego).
Zmarł 13 lipca 1906 we Lwowie jako jeden ostatnich tam żyjących uczestników wydarzeń roku 1848 i 1863. Był żonaty, miał pięcioro dzieci.